# 東京振武学校

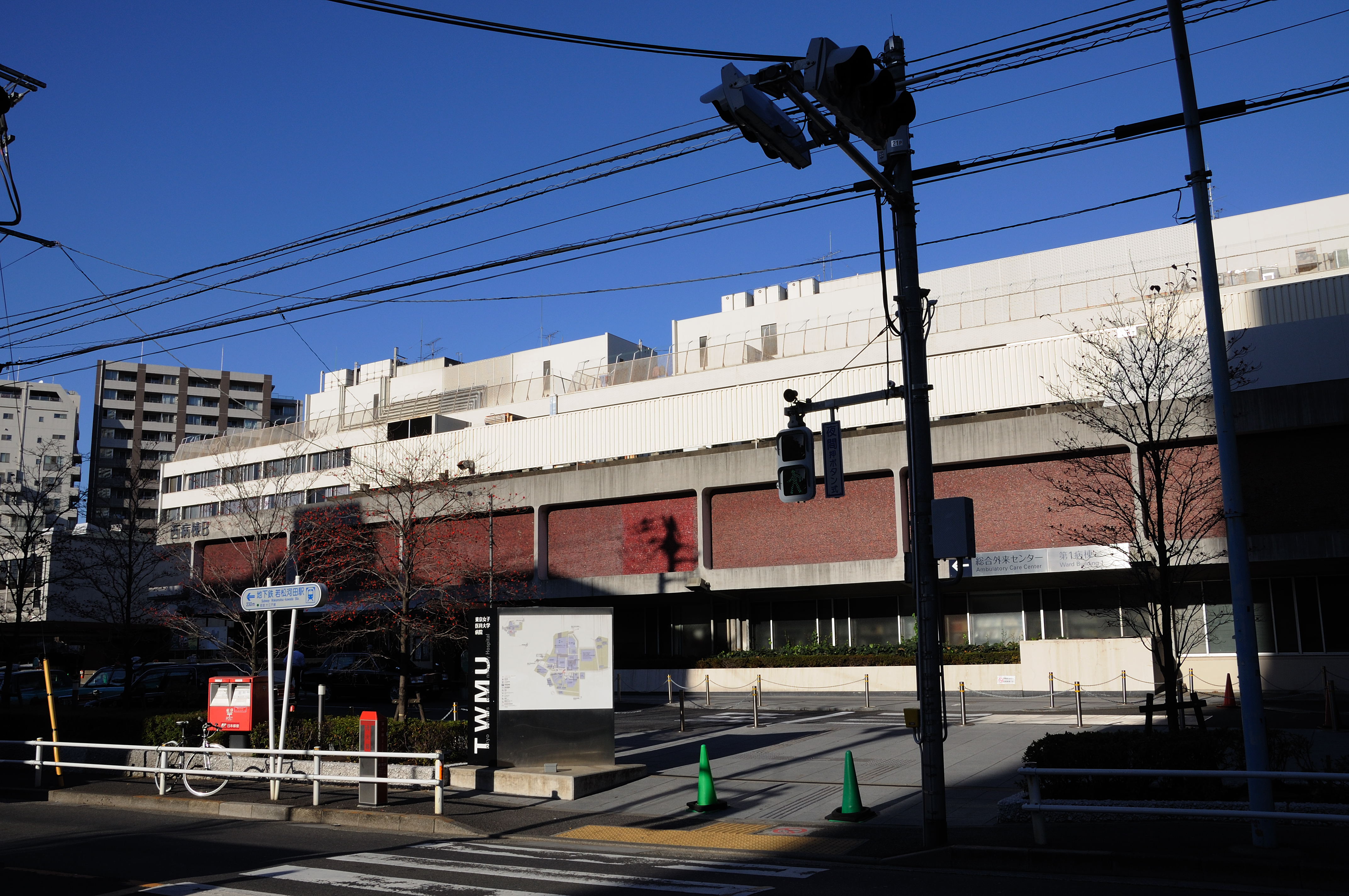
東京振武学校跡地の現状。
(現：東京女子医科大学)

東京振武学校（とうきょうしんぶがっこう）は、現在の東京都新宿区河田町にあった国立の軍人養成学校。

## 概要
1903年、福島安正少将の提唱により、陸軍士官学校または陸軍戸山学校に入ろうとする清からの留学生の準備教育を目的として設立された。
以前は、両校に入ろうとする留学生はすべて成城学校に入っていた。
ところが1902年、私費留学生が成城学校に入ろうとした時、清国公使がその保証を拒んだため成城学校に入れず、紛争が起こった。東亜同文会が斡旋した結果、日本政府と清国公使との間に協定ができ、1903年7月、参謀本部において設立が決定された。一方山縣有朋はこれに反対していたが、福島はこれを押し切って成城学校の留学生を残らずこの学校に移した。
著名な卒業生に蔣介石がいる。
現在、跡地に東京女子医科大学が建つ。

## 主な出身者

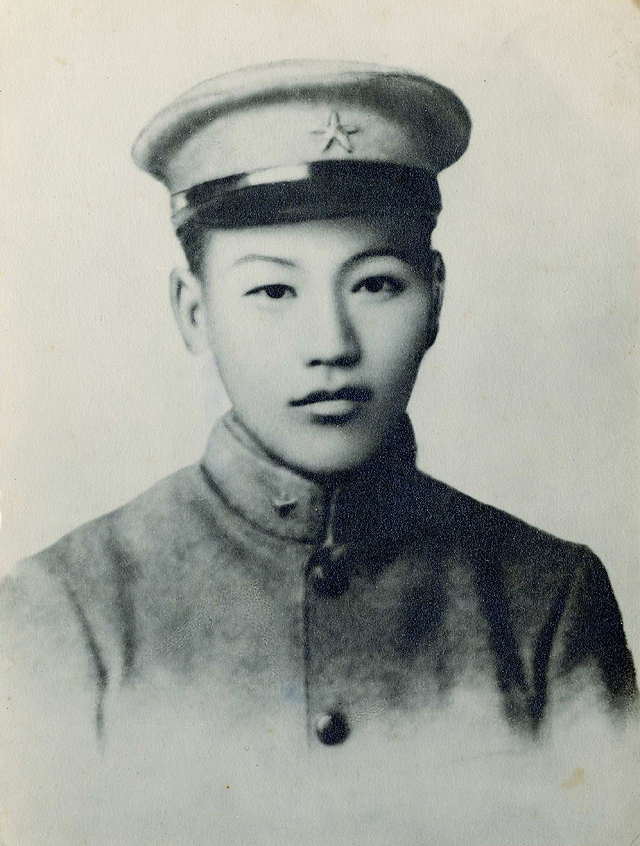
東京振武学校生徒時の蔣介石

西暦は入学年。
- 蔡鍔，1900年
- 陳独秀，1902年
- 欧陽予倩，1902年
- 方声濤，1902年
- 吴玉章，1903年
- 王揖唐，1904年
- 唐継尭，1904年
- 程潜，1904年
- 趙恒惕，1904年
- 李烈鈞，1904年
- 孫伝芳，1904年
- 孫武，1904年
- 何成浚，1904年
- 閻錫山，1905年
- 尹昌衡，1905年
- 黄郛，1905年
- 蔣介石，1908年
- 張群，1908年
- 姜登選，1908年
- 楊宇霆，1908年
- 熙洽，1908年
- 何応欽，1909年
- 臧式毅，1911年
- 蘇曼殊